# Stand and Sing of Zambia, Proud and Free
Stand and Sing of Zambia, Proud and Free (in inglese: "alzati e canta dello Zambia, orgoglioso e libero") o Lumbanyeni Zambia (in bemba: "alzati e canta dello Zambia") è l'inno nazionale dello Zambia. La melodia dell'inno è quella di Nkosi sikelel' iAfrika, composta nel 1897 dal sudafricano Enoch Sontonga e in seguito diventata inno, oltre che dello Zambia, anche del Sudafrica e della Tanzania.

## Testo
| Bemba: | Inglese: | Traduzione: |
| Lumbanyeni Zambia, no kwanga, Ne cilumba twange tuumfwane, Mpalume sha bulwi twa cine, Twaliilubula. Twikatane bonse.                   | Stand and sing of Zambia, proud and free, Land of work and joy in unity, Victors in the struggle for the right, We have won freedom's fight. All one, strong and free.                             | Alzati e canta dello Zambia, orgoglioso e libero terra di lavoro e gioia nell'unità trionfatori nella lotta per la giustizia abbiamo vinto la battaglia della libertà. Tutti insieme, forti e liberi.                     |
| Bonse tuli bana ba Africa, Uwasenaminwa na Lesa, Nomba bonse twendele pamo, Twaliilubula. Twikatane bonse.                              | Africa is our own motherland, Fashion'd with and blessed by God's good hand, Let us all her people join as one, Brothers under the sun. All one, strong and free.                                  | L'Africa è la nostra terra natia abbellita e benedetta dalla buona mano di Dio uniamo tutte le sue genti come fratelli sotto il sole. Tutti insieme, forti e liberi.                                                      |
| Fwe lukuta lwa Zambia lonse, Twikatane tubyo mutende, Pamo nga lubambe mu mulu, Lumbanyeni Zambia. Twikatane bonse.                     | One land and one nation is our cry, Dignity and peace 'neath Zambia's sky, Like our noble eagle in its flight, Zambia, praise to thee. All one, strong and free.                                   | "Una terra, una nazione" è il nostro grido, dignità e pace sotto il cielo dello Zambia come la nostra nobile aquila nel suo volo Zambia, sia lode a te. Tutti insieme, forti e liberi.                                    |
| Lumbanyeni, Lesa, Lesa, wesu, Apale calo, Zambia, Zambia, Zambia. Fwe bantungwa Mu luunga lwa calo. Lumbanyeni Zambia. Twikatane bonse. | Praise be to God, Praise be, praise be, praise be, Bless our great nation, Zambia, Zambia, Zambia. Free men we stand Under the flag of our land. Zambia, praise to thee! All one, strong and free. | Sia lode a Dio, Sia lode, sia lode Benedica la nostra grande nazione Zambia, Zambia, Zambia. Come uomini liberi stiamo in piedi Sotto la bandiera del nostro paese. Zambia, sia lode a te! Tutti insieme, forti e liberi. |